# UFC Fight Night: Silva vs. Bisping
UFC Fight Night: Silva vs. Bisping è stato un evento di arti marziali miste tenuto dalla Ultimate Fighting Championship svolto il 27 febbraio 2016 al The O2 Arena di Londra, Inghilterra.

## Retroscena
Questo è stato l'ottavo evento organizzato dalla UFC a Londra, ed il quinto al The O2 Arena.
Michael Bisping doveva inizialmente affrontare Gegard Mousasi, ma il 24 di dicembre, Mousasi venne sostituito dall'ex campione dei pesi medi UFC Anderson Silva in un incontro valido come main event della card. Tre giorno dopo, venne annunciato Thales Leites come nuovo sfidante di Mouasasi.
Jimi Manuwa avrebbe dovuto affrontare Nikita Krylov. Tuttavia, il 31 dicembre, Manuwa venne rimosso dall'incontro per infortunio e l'intero incontro venne cancellato.
Henry Briones doveva vedersela con l'inglese Brad Pickett, ma il 22 gennaio venne rimosso dall'incontro e rimpiazzato da Francisco Rivera.
Lukasz Sajewski, che doveva affrontare Teemu Packalen, si infortuno il 16 di febbraio e in seguito venne sostituito dal nuovo arrivato Thibault Gouti.

## Risultati
|                                   | Divisione                        |                                  |                                  |                                  | Metodo                                                 | Round                            | Tempo                            | Premio                           |
| Card Principale (UFC Fight Pass)  | Card Principale (UFC Fight Pass) | Card Principale (UFC Fight Pass) | Card Principale (UFC Fight Pass) | Card Principale (UFC Fight Pass) | Card Principale (UFC Fight Pass)                       | Card Principale (UFC Fight Pass) | Card Principale (UFC Fight Pass) | Card Principale (UFC Fight Pass) |
| --------------------------------- | -------------------------------- | -------------------------------- | -------------------------------- | -------------------------------- | ------------------------------------------------------ | -------------------------------- | -------------------------------- | -------------------------------- |
|                                   | Pesi Medi                        | Michael Bisping                  | batte                            | Anderson Silva                   | Decisione unanime (48-47, 48-47, 48-47)                | 5                                | 5:00                             | FOTN                             |
|                                   | Pesi Medi                        | Gegard Mousasi                   | batte                            | Thales Leites                    | Decisione unanime (30-27, 29-28, 30-27)                | 3                                | 5:00                             |                                  |
|                                   | Pesi Welter                      | Tom Breese                       | batte                            | Keita Nakamura                   | Decisione unanime (30-27, 30-27, 29-28)                | 3                                | 5:00                             |                                  |
|                                   | Pesi Gallo                       | Brad Pickett                     | batte                            | Francisco Rivera                 | Decisione non unanime (29-28, 28-29, 29-28)            | 3                                | 5:00                             |                                  |
| Card Preliminare (UFC Fight Pass) |                                  |                                  |                                  |                                  |                                                        |                                  |                                  |                                  |
|                                   | Pesi Piuma                       | Makwan Amirkhani                 | batte                            | Mike Wilkinson                   | Decisione unanime (29-28, 30-27, 29-28)                | 3                                | 5:00                             |                                  |
|                                   | Pesi Gallo                       | Davey Grant                      | batte                            | Marlon Vera                      | Decisione unanime (30-26, 30-26, 30-26)                | 3                                | 5:00                             |                                  |
|                                   | Pesi Medi                        | Scott Askham                     | batte                            | Chris Dempsey                    | KO (pugno e calcio alla testa)                         | 1                                | 4:45                             | POTN                             |
|                                   | Pesi Piuma                       | Arnold Allen                     | batte                            | Yaotzin Meza                     | Decisione unanime (30-27, 30-27, 30-27)                | 3                                | 5:00                             |                                  |
|                                   | Pesi Medi                        | Krzyszrof Jotko                  | batte                            | Brad Scott                       | Decisione unanime (29-28, 30-27, 29-28)                | 3                                | 5:00                             |                                  |
|                                   | Pesi Leggeri                     | Rustam Khabilov                  | batte                            | Norman Parke                     | Decisione unanime (29-28, 29-28, 29-28)                | 3                                | 5:00                             |                                  |
|                                   | Pesi Massimi                     | Daniel Omielańczuk               | batte                            | Jarjis Danho                     | Decisione tecnica di maggioranza (29-29, 29-28, 29-28) | 3                                | 1:31                             |                                  |
|                                   | Pesi Leggeri                     | Teemu Packalén                   | batte                            | Thibault Gouti                   | Sottomissione (rear-naked choke)                       | 1                                | 0:24                             | POTN                             |
|                                   | Pesi Leggeri                     | David Teymur                     | batte                            | Martin Svensson                  | KO Tecnico (pugni)                                     | 2                                | 1:26                             |                                  |

- Vera venne penalizzato con la detrazione di 1 punto nel terzo round, per aver afferrato più volte la parte interna dei guanti del suo avversario.
- L'incontro venne fermato al terzo round dopo un colpo all'inguine ai danni di Danho, che non fu in grado di continuare.

## Premi
I lottatori premiati ricevettero un bonus di 50.000 dollari.
Legenda:
- FOTN: Fight of the Night (vengono premiati entrambi gli atleti per il miglior incontro dell'evento)
- POTN: Performance of the Night (viene premiato il vincitore per la migliore performance dell'evento)

## Incontri Annullati
|  | Divisione         |                 |        |                | Motivo                              |
|  | ----------------- | --------------- | ------ | -------------- | ----------------------------------- |
|  | Pesi Medi         | Michael Bisping | contro | Gegard Mousasi | Mousasi venne rimosso dall'incontro |
|  | Pesi Mediomassimi | Jimi Manuwa     | contro | Nikita Krylov  | Manuwa subì un infortunio           |
|  | Pesi Gallo        | Brad Pickett    | contro | Henry Briones  | Briones venne rimosso dalla card    |
|  | Pesi Leggeri      | Lukasz Sajewski | contro | Teemu Packalé  | Sajewski subì un infortunio         |